# Schloss Penkendorf

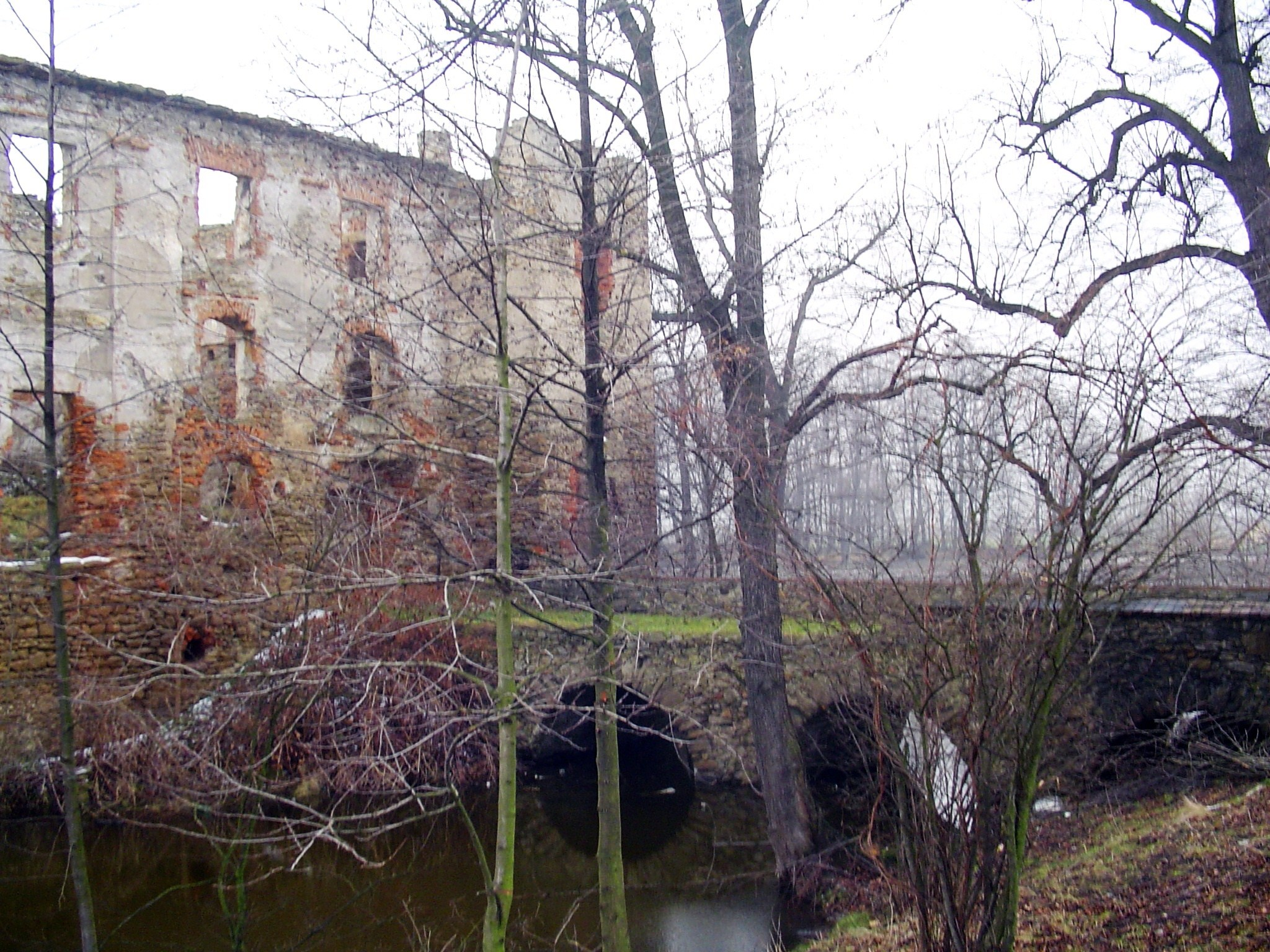
Schloss Penkendorf

Schloss Penkendorf (polnisch Zamek w Pankowie) ist die Ruine eines Schlosses in Panków (Penkendorf) im Powiat Świdnicki (Niederschlesien) in der Woiwodschaft Niederschlesien in Polen.

## Geschichte

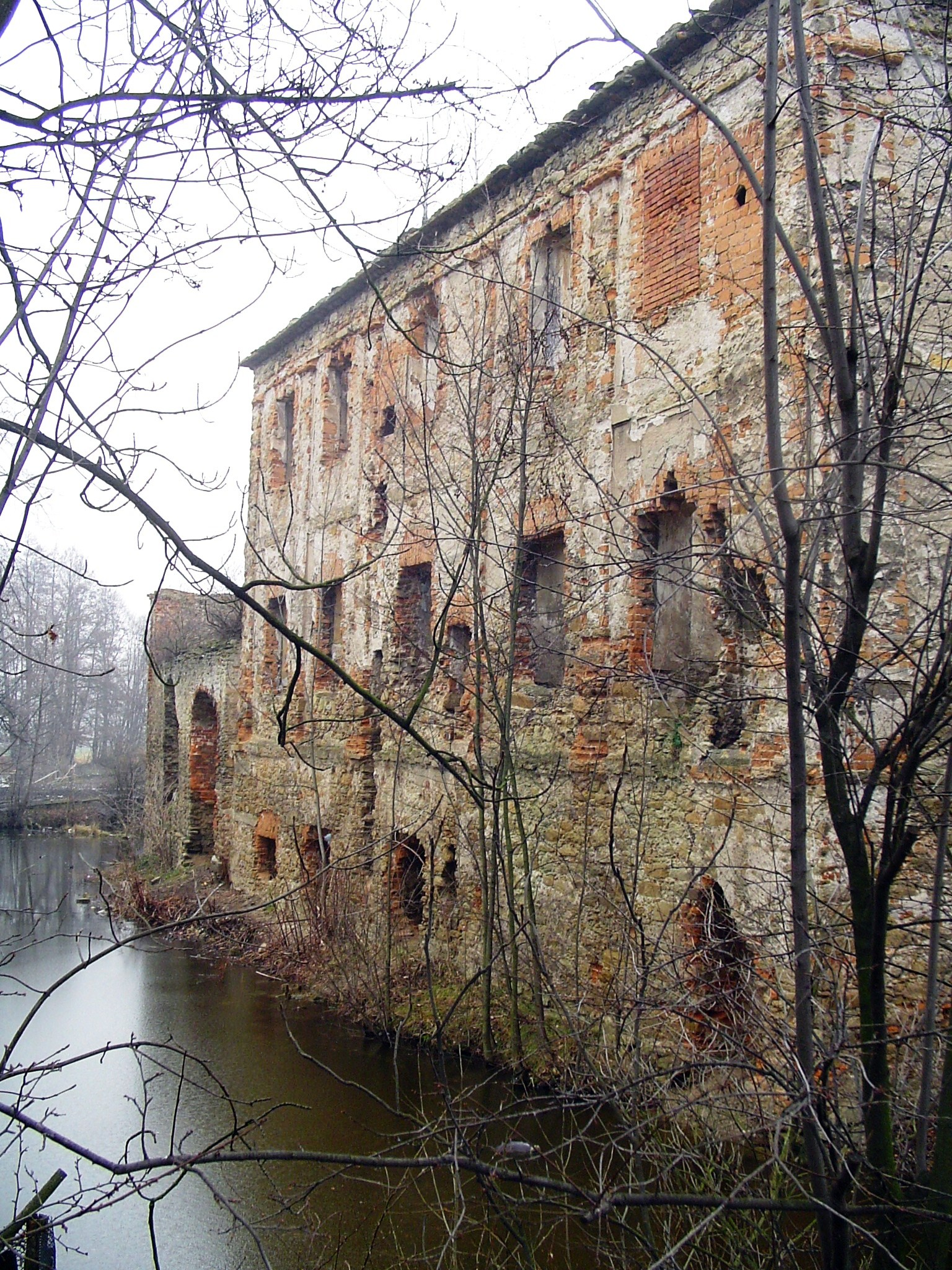
Wassergraben

Als erste Besitzer von Penkendorf erscheint 1371 Kunemann von Pankendorf auf Nitschendorf. Eine Burganlage im gotischen Stil existierte dort möglicherweise seit dem 15. Jahrhundert und wurde im 16. Jahrhundert erweitert. In der Zeit als die Familie von Bock Penkendorf besaß, bestand das Anwesen aus einem Turm, zwei Wohngebäuden und einer Mauer die den Hof umschloss. Der Bau wurde durch Brände und Kriege mehrfach zerstört und wiederaufgebaut. Die Anlage erfuhr 1699 unter dem damaligen Besitzer Friedrich von Zedlitz eine wesentliche Umgestaltung und Erweiterung im Stil des Barock. Im 19. Jahrhundert erfolgten Restaurierungsmaßnahmen. Das Wasserschloss brannte im Kriegsjahr 1945 vollständig aus und ist seitdem dem Verfall preisgegeben.